# Saint-Paul (Orne)
Saint-Paul è un comune francese di 686 abitanti situato nel dipartimento dell'Orne nella regione della Normandia.

## Società

### Evoluzione demografica
Abitanti censiti